# Princetown (Angleterre)
Pour les articles homonymes, voir Princetown.
Princetown est un village du comté de Devon, en Angleterre. Sa création remonte à 1785.
Le prison du Dartmoor est une prison pour hommes de catégorie C, située près du village.